# 三ツ屋駅
三ツ屋駅（みつやえき）は、石川県金沢市三ツ屋町にある北陸鉄道浅野川線の駅である。駅番号はA07。

## 歴史
- 1925年（大正14年）5月10日：浅野川電気鉄道の七ツ屋から新須崎までの開通に伴い三ツ屋駅として開業[3]。当初は現在とは異なる位置にあった。
- 1945年（昭和20年）10月1日：北陸鉄道が浅野川電気鉄道を合併したことに伴い、同社の浅野川線の駅となる[4]。
- 1946年（昭和21年）4月21日：駅名を吊橋駅（つりはしえき）に改称。
- 1974年（昭和49年）
  - 11月26日：移転の上列車交換設備を新設[5]。同時に割出駅・蚊爪駅の列車交換を廃止[5]。
  - 12月1日：駅名を吊橋駅から三ツ屋駅に改称[5]。

## 駅構造
相対式ホーム2面2線を持つ地上駅で無人駅。浅野川線で唯一列車交換が可能な駅で、全列車がここで行き違いをする。かつては単式ホーム1面1線のみをもっていたが駅移転と同時に、行き違い設備が増設された。2006年（平成18年）12月1日のダイヤ改正までは急行（改正後は廃止）の停車駅の一つとなっていた。
駅舎はなく、各ホームの端から出ている遮断機のない（警報機はある）構内踏切から自由に外に出ることができる。

### のりば
| ホーム | 路線      | 方向 | 行先         |
| ------ | --------- | ---- | ------------ |
| 東側   | ■浅野川線 | 上り | 北鉄金沢方面 |
| 西側   | ■浅野川線 | 下り | 内灘方面     |

## 利用状況
| 1日乗降人員推移 | 1日乗降人員推移 |
| 年度            | 1日平均人数     |
| --------------- | --------------- |
| 2011年          | 820             |
| 2012年          | 840             |
| 2013年          | 815             |
| 2014年          | 774             |
| 2015年          | 803             |
| 2016年          | 812             |
| 2017年          | 871             |

## 駅周辺
この駅は浅野川の脇の堤防すぐ下手に立地する。周囲は金沢市郊外の住宅地だが、駅間距離は浅野川線ではかなり開いている方である。
駅裏手の町にはスーパーなどもあり賑わう。また駅から浅野川をはさんだ対岸にも民家が多くあり、その場所の人々も橋を渡って当駅を利用する。
- 国道8号
- 松寺簡易郵便局
- 浅野川
- 北寺大橋 - 駅と、浅野川対岸の北寺町地区を結ぶ橋である。

## 隣の駅
北陸鉄道
■浅野川線
三口駅 (A06) - 三ツ屋駅 (A07) - 大河端駅 (A08)